# Idomeneo
Idomeneo (KV 366, dazu Ballettmusik KV 367) ist eine Oper (Originalbezeichnung: „Dramma per musica“) in italienischer Sprache und in drei Akten von Wolfgang Amadeus Mozart zu dem Libretto von Giambattista Varesco. Uraufgeführt wurde sie am 29. Januar 1781 im Münchener Residenztheater.

## Handlung
Der antike Stoff erzählt vom kretischen König Idomeneo (Idomeneus), der sich nach seiner Heimkehr vom Trojanischen Krieg gezwungen sieht, seinen eigenen Sohn zu opfern, um den Gott Nettuno (Neptun bzw. Poseidon) zu besänftigen. Er behandelt das Verhältnis von Menschen und Göttern.
Die folgende Inhaltsangabe und Szeneneinteilung basiert auf dem Libretto der Neuen Mozart-Ausgabe.

### Erster Akt
An die Gemächer Ilias grenzende Galerie im Königspalast
Szene 1. Ilia, als kriegsgefangene trojanische Prinzessin nach Kreta verschleppt, sehnt sich nach ihrer verlorenen Heimat und fühlt gleichzeitig Liebe zu ihrem Kriegsfeind, dem kretischen Prinzen Idamante, der sie vor dem Ertrinken gerettet hat. Der jedoch ist bereits Elettra versprochen – der Tochter des Agamemnon, die auf Kreta Zuflucht gefunden hat (Nr. 1. Arie Ilia: „Padre, germani, addio!“).
Szene 2. Idamante verkündet glücklich, dass die heimkehrenden Schiffe seines Vaters Idomeneo gesichtet wurden. Er schenkt den Trojanern die Freiheit und gesteht Ilia seine Liebe (Nr. 2. Arie Idamante: „Non ho colpa“).
Szene 3. Vor dem versammelten Volk werden den gefangenen Trojanern die Fesseln gelöst (Nr. 3. Chor: „Godiam la pace, trionfi Amore“).
Szene 4. Die eifersüchtige Elettra kritisiert die Freilassung der Feinde als Beleidigung ganz Griechenlands.
Szene 5. Da erscheint Arbace mit der Nachricht, die Flotte des Königs sei in Seenot geraten und Idomeneo tot. Idamante eilt bestürzt zum Strand.
Szene 6. Zurück bleibt äußerst wütend Elettra, die den Prinzen liebt und es nicht ertragen kann, dass er sich Ilia zuwendet (Nr. 4. Arie Elettra: „Tutte nel cor vi sento“).
Ufer des noch bewegten Meeres mit Schiffstrümmern
Szene 7. Die Schiffbrüchigen flehen die Götter um Rettung an (Nr. 5. Chor: „Pietà! Numi, pietà!“).
Szene 8. Auf dem Meer erscheint der Gott Neptun, der den Winden befiehlt, sich zurückzuziehen. Allmählich beruhigt sich das Meer. Idomeneo fleht Neptun um Hilfe an. Neptun zieht sich mit finsteren Blicken in das Meer zurück. Die Heimkehrer sind gerettet (Pantomime und Rezitativ Idomeneo: „Eccoci salvi alfin“).
Szene 9. Idomeneo ist nicht nur glücklich über die Rettung. Um Neptun zu besänftigen, hat er geschworen, das erste Lebewesen zu opfern, das er am Strand trifft. Er wird von Schuldgefühlen geplagt und fragt sich, wer das unschuldige Opfer sein wird (Nr. 6. Arie Idomeneo: „Vedrommi intorno l’ombra dolente“).
Szene 10. Idomeneo trifft am Strand auf seinen Sohn Idamante. Der ist hochbeglückt, seinen vermeintlich toten Vater lebend wiederzusehen. Idomeneo dagegen ist entsetzt über das tragische Zusammentreffen. Er wendet sich ab und eilt davon. Idamante bleibt tief betroffen über die schroffe Zurückweisung zurück (Nr. 7. Arie Idamante: „Il padre adorato“).

### Intermezzo
Die zusammen mit Idomeneo heimgekehrten kretischen Truppen betreten das Land (Nr. 8. Marsch) und werden von ihren glücklichen Frauen begrüßt (Nr. 8a. Tanz der kretischen Frauen). Die Soldaten preisen den Gott Neptun (Nr. 9. Chor: „Nettuno s’onori, quel nome risuoni“).

### Zweiter Akt
Königliche Gemächer
Szene 1. Arbace rät Idomeneo, seinen Sohn, der nichts von dem Gelübde weiß, weit weg zu schicken, um ihn nicht opfern zu müssen (Nr. 10a. Arie Arbace: „Se il tuo duol“).
Szene 1 (alternativ). Ilia will auf Idamante verzichten, damit er sein Eheversprechen Elettra gegenüber halten kann. Idamante liebt jedoch nur Ilia (Nr. 10b. Rondo Idamante: „Non temer, amato bene“).
Szene 2. Ilia dankt Idomeneo für die gute Behandlung. Er ist für sie jetzt wie ein Vater (Nr. 11. Arie Ilia: „Se il padre perdei“).
Szene 3. Der König erkennt die gegenseitige Liebe Ilias und Idamantes. Er vermutet, dass sie der Auslöser für Neptuns Zorn sein könnte (Nr. 12a oder 12b. Arie Idomeneo: „Fuor del mar“).
Szene 4. Idomeneo hat seinen Sohn zum Begleiter Elettras bei deren Heimkehr nach Argos bestimmt. Elettra hofft, Idamante unterwegs wieder für sich gewinnen zu können (Nr. 13. Arie Elettra: „Idol mio, se ritroso“ – Nr. 14. Marsch und Rezitativ Elettra: „Odo da lunge armonioso suono“).
Der Hafen von Kydonia mit Schiffen am Ufer
Szene 5. Elettra und ihre Leute sind bereit zur Abreise. Da das Meer still ist, sind alle zuversichtlich (Nr. 15. Chor Elettra/Chor: „Placido è il mar, andiamo“).
Szene 6. Idamante und Elettra verabschieden sich von Idomeneo (Nr. 16. Terzett Elettra/Idamante/Idomeneo: „Pria di partir, oh Dio!“). Kurz vor Ablegen der Schiffe braust ein neuer Sturm auf, der die gesamte Flotte vernichtet. Ein schreckliches Ungeheuer entsteigt dem Meer (Nr. 17. Chor: „Qual nuovo terrore!“). Der Meeresgott fordert seinen Tribut, und vergebens bietet sich ihm Idomeneo als Opfer dar, um seinen Sohn zu schonen. Die Kreter fliehen entsetzt (Nr. 18. Chor: „Corriamo, fuggiamo“).

### Dritter Akt
Königlicher Garten
Szene 1. Ilia sehnt sich nach ihrem Geliebten. Sie wünscht, dass die Lüfte und die Pflanzen ihm ihre Liebesgrüße überbringen (Nr. 19. Arie Ilia: „Zeffiretti lusinghieri“).
Szene 2. Idamante verabschiedet sich von Ilia, da er in den Kampf gegen das Monster ziehen will, und die beiden gestehen sich offen ihre Liebe (Nr. 20a. Duett Ilia/Idamante: „S’io non moro a questi accenti“ oder Nr. 20b. Duett KV 489 Ilia/Idamante: „Spiegarti non possi’io“).
Szene 3. In ihrer Umarmung werden sie vom König und von Elettra ertappt, die den Prinzen erneut auffordern, Kreta zu verlassen (Nr. 21. Quartett Ilia/Elettra/Idamante/Idomeneo: „Andrò ramingo e solo“). Idomeneo geht traurig fort.
Szene 4. Arbace berichtet, dass das Volk unter Führung von Neptuns Oberpriester den König zu sprechen verlange. Idomeneo, Elettra und Ilia machen sich auf den Weg zum Palast.
Szene 5. Arbace fürchtet den Untergang Kretas. Er hofft, dass wenigstens der Prinz gerettet werden kann (Nr. 22. Arie Arbace: „Se colà ne’ fati è scritto“).
Großer mit Statuen besetzter Platz vor dem Palast
Szene 6. Der Oberpriester schildert dem König die Schreckenstaten des Ungeheuers und bedrängt ihn, dem Volk nun endlich den Namen des Opfers zu verkünden und seinen Schwur einzulösen. Idomeneo gibt nach und nennt den Namen seines Sohnes (Nr. 23. Rezitativ Oberpriester/Idomeneo: „Volgi intorno lo sguarda, oh sire“). Alle reagieren mit Entsetzen (Nr. 24. Oberpriester/Chor: „Oh voto tremendo!“).
Außenseite des von einem großen Atrium umgebenen Neptuntempels, in der Ferne das Meeresufer
Szene 7. Im Neptuntempel wird die Opferzeremonie vorbereitet (Nr. 25. Marsch – Nr. 26. Cavatine Idomeneo: „Accogli, oh re del mar“ – Chor: „Stupenda vittoria!“).
Szene 8. Der herbeieilende Arbace berichtet von Idamantes Sieg im Kampf gegen das Ungeheuer. Idomeneo befürchtet, dass dies Neptuns Zorn erneut anfachen wird.
Szene 9. Jetzt wird Idamante, in weißem Gewand, mit einem Blumenkranz auf dem Kopf, hereingeführt. Er ist bereit zum Tod, wünscht aber, dass sein Vater selbst den tödlichen Schlag ausführt. Er bittet Idomeneo, sich anschließend wie ein Vater um Ilia zu kümmern.
Szene 10. Im letzten Moment läuft Ilia herbei, um die Klinge abzuwehren. Sie erklärt, dass Idomeneo den Willen der Götter falsch gedeutet habe. Der Himmel wolle Griechenland nicht von seinen Söhnen, sondern von seinen Feinden befreien. Zu diesen gehöre auch sie als gebürtige Phrygierin. Sie kniet vor dem Priester nieder, um das Urteil anstelle Idamantes anzunehmen. In diesem Augenblick ertönt die Stimme der Neptunstatue, die verkündet, Neptuns Zorn werde besänftigt, wenn Idomeneo die Krone an Idamante abgebe und Ilia Königin werde (Die Stimme: Nr. 28a. „Idomeneo cessi esser re“ oder Nr. 28b. „A Idomeneo perdona“).
Letzte Szene. Idomeneo folgt dem göttlichen Befehl unverzüglich (Nr. 30. Rezitativ Idomeneo: „Popoli, a voi l’ultima legge“). In einer Pantomime empfängt Idamante die Königskrone. Alle feiern die Liebe des neuen Königspaares (Nr. 31. Chor: „Scenda Amor, scenda Imeneo“ – Nr. 32. Ballett)

## Gestaltung

### Orchester
Die Orchesterbesetzung der Oper enthält die folgenden Instrumente:
- Holzbläser: zwei Flöten, Piccoloflöte, zwei Oboen, zwei Klarinetten, zwei Fagotte
- Blechbläser: vier Hörner, zwei Trompeten, drei Posaunen
- Pauken
- Streicher
- Basso continuo in den Rezitativen: Cembalo, Violoncello

### Musiknummern
Die Musiknummern sind in der Neuen Mozart-Ausgabe folgendermaßen aufgeführt:
- Ouvertüre

Erster Akt
- Szene 1
  - Rezitativ (Ilia): „Quando avran fine omai“
  - Nr. 1. Arie (Ilia): „Padre, germani, addio!“
  - Rezitativ (Ilia): „Ecco, Idamante, ahimè!“
- Szenen 2–3
  - Rezitativ (Idamante, Ilia): „Radunate i Troiani, ite“
  - Nr. 2. Arie (Idamante): „Non ho colpa“
  - Rezitativ (Ilia, Idamante): „Ecco il misero resto de’ Troiani“
  - Nr. 3. Chor (zwei Kreter, zwei Trojaner): „Godiam la pace, trionfi Amore“
- Szenen 4–6
  - Rezitativ (Elettra, Idamante, Arbace, Ilia): „Prence, signor, tutta la Grecia oltraggi“
  - Nr. 4. Arie (Elettra): „Tutte nel cor vi sento“
- Szene 7
  - Nr. 5. Chor: „Pietà! Numi, pietà!“
- Szene 8
  - Pantomime und Rezitativ (Idomeneo): „Eccoci salvi alfin“
- Szenen 9–10
  - Rezitativ (Idomeneo): „Oh voi, di Marte e di Nettuno“
  - Nr. 6. Arie (Idomeneo): „Vedrommi intorno l’ombra dolente“
  - Rezitativ (Idomeneo, Idamante): „Cieli! che veggo?“
  - Nr. 7. Arie (Idamante): „Il padre adorato“

Intermezzo
- - Nr. 8. Marsch
  - Nr. 8a. Tanz der kretischen Frauen
  - Nr. 9. Chor: „Nettuno s’onori, quel nome risuoni“

Zweiter Akt
- Szene 1
  - Nr. 10a. Rezitativ und Arie
    - Rezitativ (Arbace, Idomeneo): „Tutto m’è noto“
    - Arie (Arbace): „Se il tuo duol“

  - oder Nr. 10b. Szene mit Rondo KV 490
    - Rezitativ (Ilia, Idamante): „Non più. Tutto ascoltai“
    - Rondo (Idamante): „Non temer, amato bene“
- Szene 2
  - Rezitativ (Ilia, Idomeneo): „Se mai pomposo apparse“
  - Nr. 11. Arie (Ilia): „Se il padre perdei“
- Szenen 3–4
  - Rezitativ (Idomeneo): „Qual mi conturba i sensi“
  - entweder
    - Nr. 12a. Arie (Idomeneo): „Fuor del mar“
    - Rezitativ (Idomeneo, Elettra): „Frettolosa e giuliva Elettra vien“

  - oder
    - Nr. 12b. Arie (Idomeneo): „Fuor del mar“
    - Rezitativ (Elettra): „Chi mai del mio provo“

  - Nr. 13. Arie (Elettra): „Idol mio, se ritroso“
  - Nr. 14. Marsch und Rezitativ (Elettra): „Odo da lunge armonioso suono“
- Szene 5
  - Rezitativ (Elettra): „Sidonie sponde!“
  - Nr. 15. Chor (Elettra, Chor): „Placido è il mar, andiamo“
- Szene 6
  - Rezitativ (Idomeneo, Idamante): „Vattene prence“
  - Nr. 16. Terzett (Elettra, Idamante, Idomeneo): „Pria di partir, oh Dio!“
  - Nr. 17. Chor: „Qual nuovo terrore!“
  - Rezitativ (Idomeneo): „Eccoti in me barbaro Nume!“
  - Nr. 18. Chor: „Corriamo, fuggiamo“

Dritter Akt
- Szene 1
  - Rezitativ (Ilia): „Solitudini amiche“
  - Nr. 19. Arie (Ilia): „Zeffiretti lusinghieri“
  - Rezitativ (Ilia): „Ei stesso vien… oh Dei!“
- Szene 2
  - Rezitativ (Idamante, Ilia): „Principessa, a’tuoi sguardi“
  - Nr. 20a. Duett (Ilia, Idamante): „S’io non moro a questi accenti“
  - oder Nr. 20b. Duett KV 489 (Ilia, Idamante): „Spiegarti non possi’io“
- Szene 3
  - Rezitativ (Idomeneo, Ilia, Idamante, Elettra): „Cieli! che vedo?“
  - Nr. 21. Quartett (Ilia, Elettra, Idamante, Idomeneo): „Andrò ramingo e solo“
- Szene 4
  - Rezitativ (Arbace, Ilia, Idomeneo, Elettra): „Sire, alla reggia tua immensa turba“
- Szene 5
  - Rezitativ (Arbace): „Sventurata Sidon!“
  - Nr. 22. Arie (Arbace): „Se colà ne’ fati è scritto“
- Szene 6
  - Nr. 23. Rezitativ (Oberpriester, Idomeneo): „Volgi intorno lo sguarda, oh sire“
  - Nr. 24. Chor (Oberpriester, Chor): „Oh voto tremendo!“
- Szenen 7–8
  - Nr. 25. Marsch
  - Nr. 26. Cavatine mit Chor (Idomeneo, Priester): „Accogli, oh re del mar“
  - Chor: „Stupenda vittoria!“
  - Rezitativ (Idomeneo, Arbace): „Qual risuona qui intorno“
- Szenen 9–10
  - Nr. 27. Rezitativ (Idamante, Idomeneo, Ilia, Oberpriester, Elettra): „Padre, mio caro padre“
  - Nr. 28a. Die Stimme: „Idomeneo cessi esser re“
  - oder Nr. 28b. Die Stimme: „A Idomeneo perdona“
  - Nr. 29. Rezitativ (Idomeneo, Idamante, Ilia, Arbace, Elettra): „Oh ciel pietoso!“
- Letzte Szene
  - Nr. 30. Rezitativ (Idomeneo): „Popoli, a voi l’ultima legge“
  - Nr. 31. Chor: „Scenda Amor, scenda Imeneo“
  - Nr. 32. Ballett

### Musik
Einerseits steht die Musik der Oper noch in der barocken Tradition der Opera seria mit ihren ausgedehnten Rezitativen und großen Affekten, andererseits brechen Mozart und sein Librettist Varesco diese traditionelle Form schon vielfach auf. Nach Ansicht des österreichischen Dirigenten Nikolaus Harnoncourt, der Idomeneo im Juli 2008 im Rahmen des Styriarte-Festivals erstmals auch selbst inszeniert hat, handelt es sich bei dieser Oper um eine unter dem Einfluss von Mozarts Paris-Reise und dem in München wirkenden Mannheimer Orchester entstandene reine Tragédie lyrique, allerdings in italienischer Sprache. Dass Aktion und Reflexion, die in der Opera seria auf Rezitativ und Arie aufgeteilt waren, im Idomeneo aber vielfach in eine geschlossene, durchgehend motivierende Linie gebracht wurde, die sich in eigengesetzlicher Konsequenz fortspinnt (z.Bsp. in der Eingangsszene), ist ein Kennzeichen der Tragédie lyrique, ebenso der hohe Anteil an Chor- und Ballettszenen.
Für die Hauptpartie war der schon 66-jährige Publikumsliebling Anton Raaff vorgesehen. Um seinem virtuosen Stil zu genügen, komponierte Mozart ihm viele „geschnittene Nudeln“, wie er Koloraturen selbst nannte. Die Rolle des Idamante ist ursprünglich für einen Sopran-Kastraten komponiert, wurde später auch oft mit einem Tenor besetzt und heute meistens von einer Mezzosopranistin gesungen. Erwähnenswert ist auch das Liebesduett Ilia – Idamante im dritten Akt, ebenso das darauffolgende Quartett.
Den Orakelspruch am Ende der Oper, der von einem Bassisten hinter der Bühne gesungen wird, ist von Mozart in vier verschiedenen Versionen überliefert, die von der ungekürzten ursprünglichen Librettovorlage (71 Takte) über kürzere textliche  Fassungen von nur 31 bzw. 44 Takten reichen, welche auch in der Uraufführung benutzt wurde. Für heutige Aufführungen wird meistens die kürzeste, 9 Takte umfassende Version gewählt.
Leopold Mozart warf seinem Sohn vor, für das Orchester zu schwer zu schreiben. Tatsächlich ist schon die Ouvertüre sehr virtuos, in der Oper gibt es eine Arie mit konzertanten Holzbläsern (Nr. 11 Se il padre perdei).  Überhaupt zeichnet sich die Partitur durch einen äußerst differenzierte gestalteten Orchestersatz aus.
Mozart schrieb zu Idomeneo auch eine ausgedehnte, in großen Teilen und insgesamt aber unvollendet gebliebene Ballettmusik (KV 367).
Für eine geplante Wiederaufführung in Wien im Jahr 1786 schrieb Mozart für die Rolle des Idamante – der nun mit einem Tenor besetzt wurde – das Rondo mit konzertanter Violine Non temer, amato bene (KV 490). Das ursprüngliche Liebesduett zwischen Ilia und Idamante S’io non moro ersetzte er durch das neugeschriebene Duett Spiegarti non poss’io (KV 489), welches das gleiche Ausgangsmotiv wie das ursprüngliche Duett verwendet, aber wesentlich kürzer ist. Mozart verwendete einen Teil des Textes der nachkomponierten Arie Non temer auch noch für eine Konzertarie für Sopran, Klavier und Orchester (KV 505).

## Werkgeschichte

### Entstehung
Den Zeitraum, in dem sich der Komponist mit seinem Idomeneo befasste, also vom Spätherbst 1780 bis Frühjahr 1781, bezeichnet sein Biograph Wolfgang Hildesheimer als eine der glücklichsten Perioden in Mozarts Leben überhaupt.
Im Jahre 1780 erhielt der vierundzwanzigjährige Mozart den Auftrag, für den Münchner Karneval 1781 eine „große Oper“ zu schreiben, und begann wahrscheinlich im September 1780 mit der Vertonung. Die aufführungspraktischen Voraussetzungen in München waren denkbar gut: Als der Pfälzer Kurfürst Karl Theodor von der Pfalz (1724–1799) Ende 1778 von Mannheim nach München übergesiedelt war, hatte er Theatertruppe, Sängerensemble und Orchester gleich mitgebracht. Sowohl das Mannheimer Orchester, über das auch Mozart schon früher in einem Brief an Vater Leopold gestaunt hatte, als auch Karl Theodors Sängerensemble waren weltbekannt. Außerdem hatte Mozart mit dem Münchner Theaterintendanten Joseph Anton von Seeau bereits 1774/75 für seine Opera buffa La finta giardiniera, seine erste Oper in München, erfolgreich zusammengearbeitet.

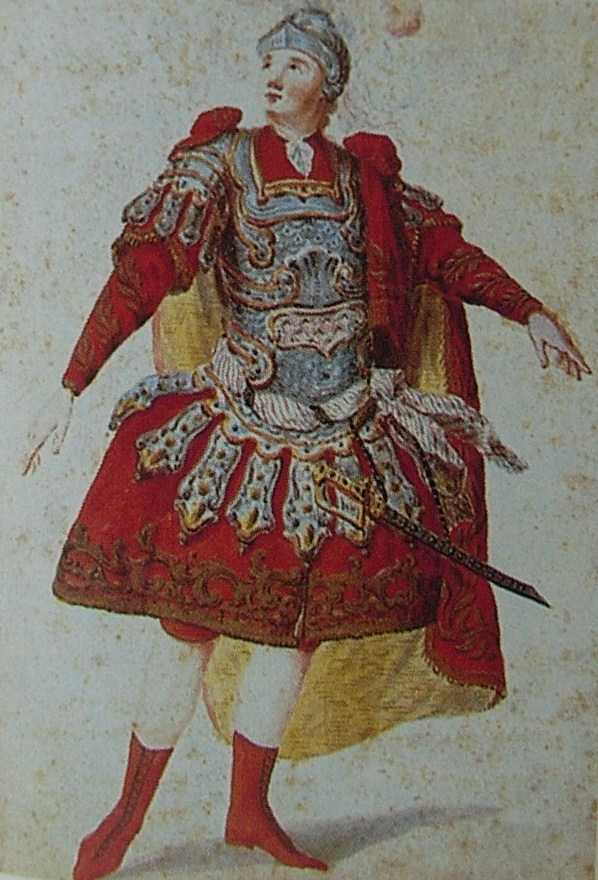
Anton Raaff, erster Darsteller des Idomeneo, in einer unbekannten Rolle

Das Libretto war die Umarbeitung der Tragédie lyrique Idoménée von Antoine Danchet (1671–1748). Dieser Text war von André Campra vertont und das Werk 1712 uraufgeführt worden. Den Verfasser für die italienische Fassung des Librettos durfte Mozart vermutlich selbst bestimmen. Die Wahl fiel auf Giambattista Varesco (1735–1805), Hofkaplan in Salzburg. Der größte Teil der Rezitative wurde von Varesco aus dem Französischen übersetzt, während er die Arien und Ensembletexte sämtlich neu verfasste. Bei der Erstellung des Librettos war Varesco eng an einen bereits ausgearbeiteten Plan gebunden. Dieser war, wahrscheinlich schon vor Mozarts Ankunft in München am 8. November 1780, während Mozart schon mit dem Komponieren beschäftigt war, schriftlich zwischen Graf Seeau und Vater Leopold, der den Sohn des Öfteren bei derlei Korrespondenzen vertrat, ausgehandelt worden. Das gemeinsame erste Szenarium umfasste sowohl inhaltliche und dramaturgische als auch musikalische Richtlinien – etwa für den Aufbau des Stückes, die Folge der einzelnen Nummern, die Anzahl der Arien für jeden Sänger und die Länge einzelner Passagen in den Rezitativen. Weiterhin in Salzburg, konnte Leopold Mozart den Fortgang von Varescos Arbeit gut verfolgen und wohl auch mitbestimmen. Am 22. Dezember schrieb er an seinen Sohn:

„Du willst absolute 2 Recit: abgekürzt. Ich ließ den Varesco also gleich hohlen […]. Wir lasen es hin, wir lasen es her.“

Leopold Mozart mahnte auch an:

„Ich empfehle dir Bey deiner Arbeit nicht einzig und allein für das musikalische, sondern auch für das ohnmusikalische Publikum zu denken, – du weist es sind 100 ohnwissende gegen 10 wahre Kenner, – vergiss also das so genannte populare nicht, das auch die langen Ohren kitzelt.“

Mozarts Korrespondenz mit seinem Vater bezeugt, wie sehr es ihm um die dramatische Güte des Buches ging. Seine zahllosen Änderungen und Änderungswünsche an den Librettisten, seine Kürzungen und Umstellungen beweisen das musikdramatische Talent des erst 25-jährigen Komponisten, der die Oper zeitlebens als seine beste bezeichnete.

### Rezeption

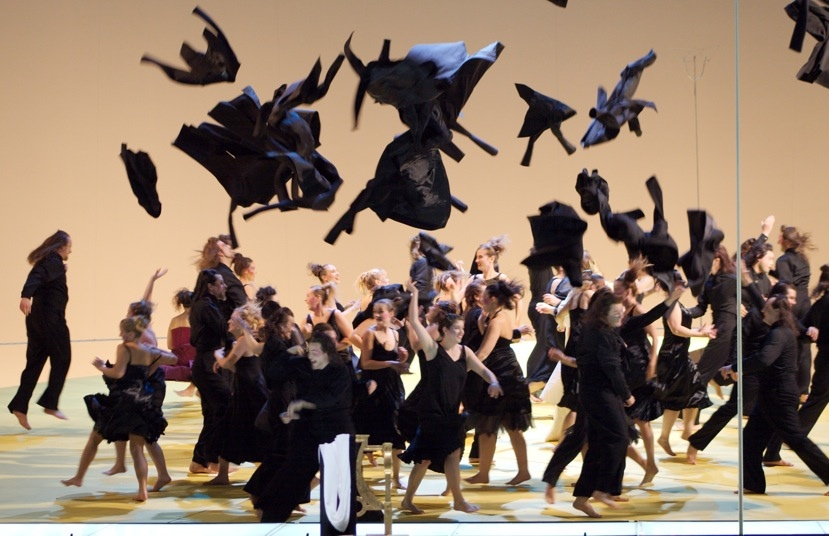
Idomeneo, Salzburger Festspiele 2006

Die Uraufführung der Oper am 29. Januar 1781 im Münchener Residenztheater unter der musikalischen Leitung von Christian Cannabich mit Bühnenbildern von Lorenzo und Joseph Quaglio und der Choreografie von Claude Legrand war ein Erfolg. Neben Anton Raaff in der Titelrolle sangen Vincenzo Del Prato (Idamante), Dorothea Wendling (Ilia), Elisabeth Wendling (Elettra), Domenico De Panzacchi (Arbace) und Giovanni Vallesi (Oberpriester). Kurfürst Karl Theodor soll zu Mozart gesagt haben: „Man sollte nicht meinen, dass in so einem kleinen Kopf so was Großes steckt.“ In der einzigen erhaltenen zeitgenössischen Notiz in den Münchner Staats-, gelehrten und vermischten Nachrichten wurde der Anteil des Komponisten allerdings übergangen:

„Am 29ten abgewichenen Monats ist in dem hiesigen Opernhause die Oper »Idomeneo« zum erstenmal aufgeführt worden. Verfassung, Musik und Übersetzung – sind Geburten von Salzburg. Die Verzierungen, worunter sich die Aussicht in den Seehafen und Neptuns Tempel vorzüglich ausnehmen, waren Meisterstücke unseres berühmten Theaterarchitekts, Hrn. Hofkammerraths Lorenz Quaglio.“

Die Uraufführungsserie umfasste nur wenige Vorstellungen (29.01.,05.,12.,19.,26.02.). Ein noch in München 1781 geplanter Subskriptionsdruck eines Klavierauzuges oder der Partitur kam nicht zustande. 1786 konnte Mozart noch eine konzertante Aufführung in Wien initiieren. Szenische Aufführungen kamen erst nach seinem Tod und nur in teilweise sehr starken Bearbeitungen zustande (wie in der Fassung von Richard Strauss und Lothar Wallerstein aus dem Jahr 1931, mit von Strauss hinzukomponierten Teilen und vollkommen veränderter Handlung), deren Grund in dem bedienten Genre zu suchen ist.
In den letzten Jahrzehnten des 20. Jahrhunderts wuchs mit der Renaissance von Händel das Verständnis für die Form der Opera seria, und auch Idomeneo wurde spätestens seit Erscheinen der beiden Teilbände 1972 im Rahmen der  Neuen Mozart-Ausgabe wieder vorurteilsfreier begegnet und zunehmend als geschlossenes Werk aufgeführt und eingespielt.
Im September 2006 kam es an der Deutschen Oper Berlin zur Absetzung einer Inszenierung von Idomeneo aus Angst vor islamischen Fundamentalisten (siehe dazu Idomeneo-Kontroverse 2006 an der Deutschen Oper Berlin bzw. Kirsten Harms).

## Aufnahmen
Idomeneo ist vielfach auf Tonträger erschienen. Operadis nennt 58 Aufnahmen im Zeitraum von 1949 bis 2009. Daher werden im Folgenden nur die in Fachzeitschriften, Opernführern oder Ähnlichem besonders ausgezeichneten oder aus anderen Gründen nachvollziehbar erwähnenswerten Aufnahmen aufgeführt.
- 1949 – Hans Altmann (Dirigent), Symphonieorchester des Bayerischen Rundfunks, Chor des Bayerischen Rundfunks.
 Franz Klarwein (Idomeneo), Gottfried Riedner (Idamante), Maud Cunitz (Ilia), Marianne Schech (Elettra), Heinz Maria Lins (Arbace), Kurt Messerschmidt (Oberpriester), Maximilian Eibl (Stimme).
 Älteste bekannte Aufnahme, Bearbeitung von Ermanno Wolf-Ferrari, Studioaufnahme, stark gekürzt.
 Mercury MGL 5 (2 LPs).[9]:11270
- Juli/August 1956 – John Pritchard (Dirigent), Orchester und Chor der Glyndebourne Festival Opera.
 Richard Lewis (Idomeneo), Léopold Simoneau (Idamante), Sena Jurinac (Ilia), Lucille Udovich (Elettra), James Milligan (Arbace), William McAlpine (Oberpriester), Hervey Alan (Stimme).
 Studioaufnahme, stark gekürzt.
 Opernwelt-CD-Tipp: „künstlerisch wertvoll“.[10]
 Csampai/Holland: „Diskographische Empfehlung“.[11]
 EMI CD: 7 63685 2.[9]:11278
- 26. Juli 1961 – Ferenc Fricsay (Dirigent), Wiener Philharmoniker, Chor der Wiener Staatsoper.
 Waldemar Kmentt (Idomeneo), Ernst Haeflinger (Idamante), Pilar Lorengar (Ilia), Elisabeth Grümmer (Elettra), Renato Capecchi (Arbace), Eberhard Waechter (Oberpriester), György Littasy (Stimme).
 Live aus Salzburg, Bearbeitung von Bernhard Paumgartner, stark gekürzt.
 Opernwelt-CD-Tipp: „künstlerisch wertvoll“.[10] 
 DG CD: 447 662 2 (2 CDs).[9]:11279
- September 1968 – Colin Davis (Dirigent), BBC Symphony Orchestra, BBC Symphony Chorus.
 George Shirley (Idomeneo), Ryland Davies (Idamante), Margherita Rinaldi (Ilia), Pauline Tinsley (Elettra), Robert Tear (Arbace), Donald Pilley (Oberpriester), Stafford Dean (Stimme).
 Studioaufnahme.
 Opernwelt-CD-Tipp: „künstlerisch wertvoll“.[10] 
 Philips CD: 420 130-2 (3 CDs).[9]:11283
- 1974 – John Pritchard (Dirigent), John Cox (Inszenierung), London Philharmonic Orchestra, Glyndebourne Festival Chorus.
 Richard Lewis (Idomeneo), Leo Goeke (Idamante), Bozena Betley-Sieradzka (Ilia), Josephine Barstow (Elettra), Alexander Oliver (Arbace), John Fryatt (Oberpriester), Dennis Wicks (Stimme).
 Video, Studioaufnahme aus Glyndebourne, stark gekürzt.
 Csampai/Holland: „Diskographische Empfehlung“.[11]
 Gramophone-Empfehlung: „Gramophone Choice“.[12]
 Southern : SL 2004, Arthaus 101079 (1 DVD).[9]:11287
- Mai 1983 – Bernard Haitink (Dirigent), Trevor Nunn (Inszenierung), London Philharmonic Orchestra, Glyndebourne Festival Chorus.
 Philip Langridge (Idomeneo), Jerry Hadley (Idamante), Yvonne Kenny (Ilia), Carol Vaness (Elettra), Thomas Hemsley (Arbace), Anthony Roden (Oberpriester), Roderick Kennedy (Stimme).
 Video, Studioaufnahme aus Glyndebourne; ohne Nr. 8a, 10a Arie, 20a, 22, 27a, 30a, 32, Var. 28d; Rezitative gekürzt.
 Gramophone-Empfehlung: „DVD Recommendation“.
 Castle VI: CVI 2019, Warner Music Vision/NVC ARTS 5050467-3922-2-9 (1 DVD).[9]:11301
- Juni 1990 – John Eliot Gardiner (Dirigent), English Baroque Soloists, Monteverdi Choir.
 Anthony Rolfe Johnson (Idomeneo), Anne Sofie von Otter (Idamante), Sylvia McNair (Ilia), Hillevi Martinpelto (Elettra), Nigel Robson (Arbace), Glenn Winslade (Oberpriester), Cornelius Hauptmann (Stimme).
 Live, konzertant aus London; Münchener Fassung, vollständig, mit Anhang.
 Csampai/Holland: „Diskographische Empfehlung“.[11]
 Gramophone-Empfehlung: „Gramophone Choice“.[12]
 Archiv CD: 431 674 2.[9]:11304
- August 2001 – Charles Mackerras (Dirigent), Scottish Chamber Orchestra, Edinburgh Festival Chorus, Dunedin Consort.
 Ian Bostridge (Idomeneo), Lorraine Hunt Lieberson (Idamante), Lisa Milne (Ilia), Barbara Frittoli (Elettra), Anthony Rolfe Johnson (Arbace), Paul Charles Clarke (Oberpriester), John Relyea (Stimme).
 Studioaufnahme, mit bei der Premiere gestrichenen Arien, Anhang: Gavotte.
 Csampai/Holland: „Diskographische Empfehlung“.[11]
 Gramophone-Empfehlung: „Additional Recommendation“.
 Emi CDS 557260 2 (3 CDs), Archiv 431 674-2AH3.[9]:11311
- 25. August 2006 – Fabio Luisi (Dirigent), Sächsische Staatskapelle Dresden, Chor der Sächsischen Staatsoper Dresden.
 Robert Gambill (Idomeneo), Iris Vermillion (Idamante), Britta Stallmeister (Ilia), Camilla Nylund (Ismene), Christoph Pohl (Arbace), Jacques-Greg Belobo (Oberpriester), Rainer Büsching (Stimme).
 Fassung von Richard Strauss; live, konzertant aus der Felsenreitschule Salzburg (Salzburger Festspiele).
 Orfeo d’Or C 701 0721 (2 CDs).[13]